# Etty Hillesum

Etty Hillesum

Esther „Etty” Hillesum (n. 15 ianuarie 1914 - d. 30 noiembrie 1943) a fost femeie evreică din Țările de Jos, cunoscută pentru scrisorile și jurnalele sale din perioada 1941-1943, care descriu viața din Amsterdam în perioada ocupației naziste.
Toate acestea au fost publicate postum în 1981.
A murit în Lagărul de concentrare Auschwitz.
În 2006, la Universitatea din Gent, a fost deschis Centrul de Cercetare Etty Hillesum.